# Refuge de Nice
Das Refuge de Nice ist eine Schutzhütte der Sektion Nice-Mercantour des Club Alpin Français in Frankreich im Département Alpes-Maritimes im Mercantour-Gebirge am Lac de la Fous.

## Weblinks

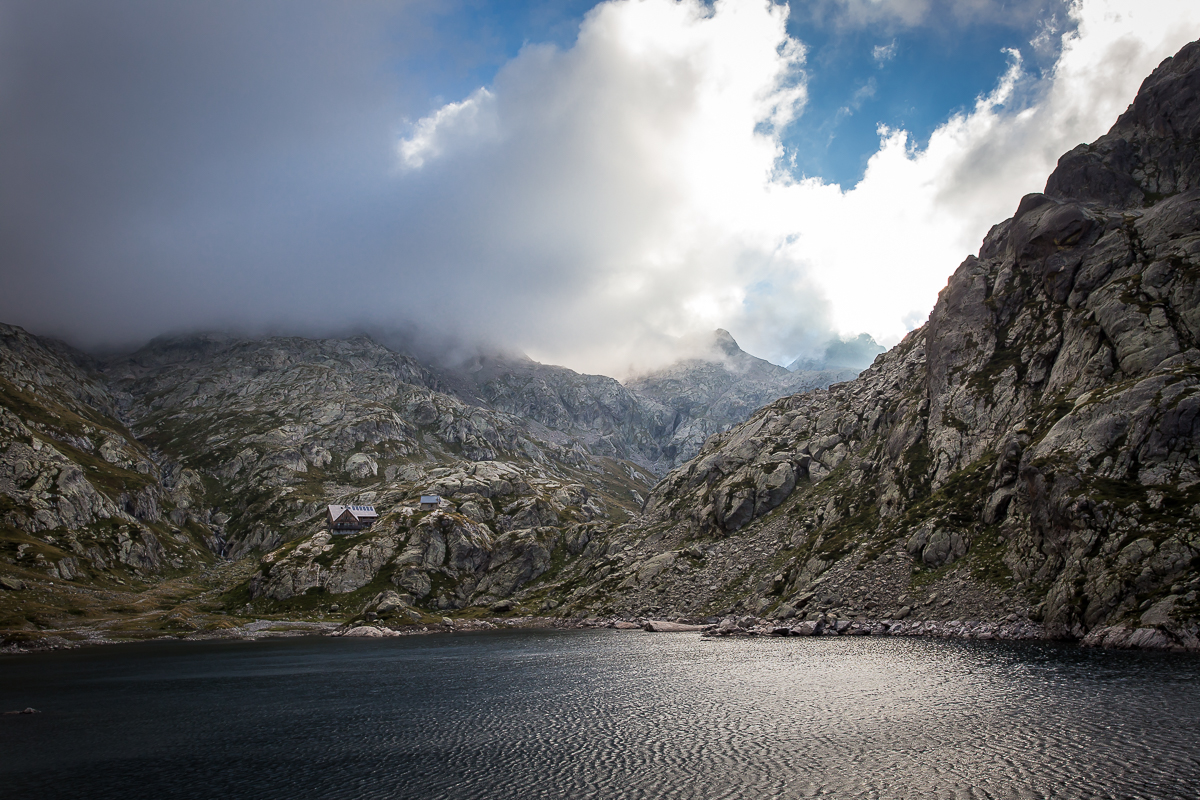
Blick auf das Refuge de Nice im Jahr 2016.